# جون تود زيمر
جون تود زيمر (بالإنجليزية: John Todd Zimmer)‏ (و. 1889 – 1957 م) هو عالم طيور، وعالم حيواني من الولايات المتحدة الأمريكية . ولد في بريدجبورت (أوهايو) .
توفي في وايت بلينس (نيويورك)، عن عمر يناهز 68 عاماً.

## التعليم
تعلم في جامعة نبراسكا- لينكولن